# Fort Longone
Le fort Longone, (en italien : Forte Longone  ou Forte di Longone, également connu sous le nom de forte di San Giacomo et au XVIIe siècle sous le nom de forte Benaventano car le superviseur de la construction du fort était le cinquième comte de Benavente dans la province de Zamora en Espagne), est une fortification côtière située dans la commune de Porto Azzurro, le long de la côte sud-est de l'île d'Elbe, face au canal de Piombino. Son emplacement est sur le promontoire dominant la baie portuaire, face au fort Focardo à Capoliveri,.

## Historique
L'imposant complexe fortifié a été construit par Philippe III d'Espagne sur des plans de García Álvarez de Tolède au début du XVIIe siècle pour renforcer le système de défense côtière de l'État des Présides, dont le territoire comprenait également une partie de la côte est et sud de l'île d'Elbe. L'ensemble de la structure fortifiée a été construite en seulement deux ans, entre 1603 et 1605. Les fonctions initiales d'observation et de défense ont été exercées jusqu'au milieu du XIXe siècle, lorsque la structure militaire a été progressivement désaffectée pour être transformée en prison, fonction qu'elle remplit encore aujourd'hui.

## Description
Le Fort Longone apparaît comme une imposante fortification située en position dominante au sommet du promontoire de Porto Azzurro. Le nom lui a été donné par l'ancien nom de la localité dans laquelle il se trouve, qui avant de prendre son nom actuel s'appelait Porto Longone. La fortification a un plan en étoile ; les courtines extérieures, recouvertes en brique dans certaines sections et en pierre dans d'autres, se caractérisent par la présence de puissantes bases d'escarpement, qui, le long des côtés tournés vers la terre, étaient à l'origine délimitées par des fossés pour augmenter les garanties de sécurité de la structure de défense côtière ; ainsi que des poudrières, une armurerie, des quartiers de garnison, des entrepôts, un hôpital et un moulin à vent. Dans la zone incluse dans l'ensemble fortifié, deux églises ont également été construites, l'église  San Giacomo Maggiore, d'architecture baroque, ainsi que la chapelle Santa Barbara dans la place d'armes.
Au cours du siècle dernier, d'autres structures ont été construites à l'intérieur du complexe, plus fonctionnelles pour remplir les fonctions pour lesquelles le complexe est actuellement utilisé.

## Galerie

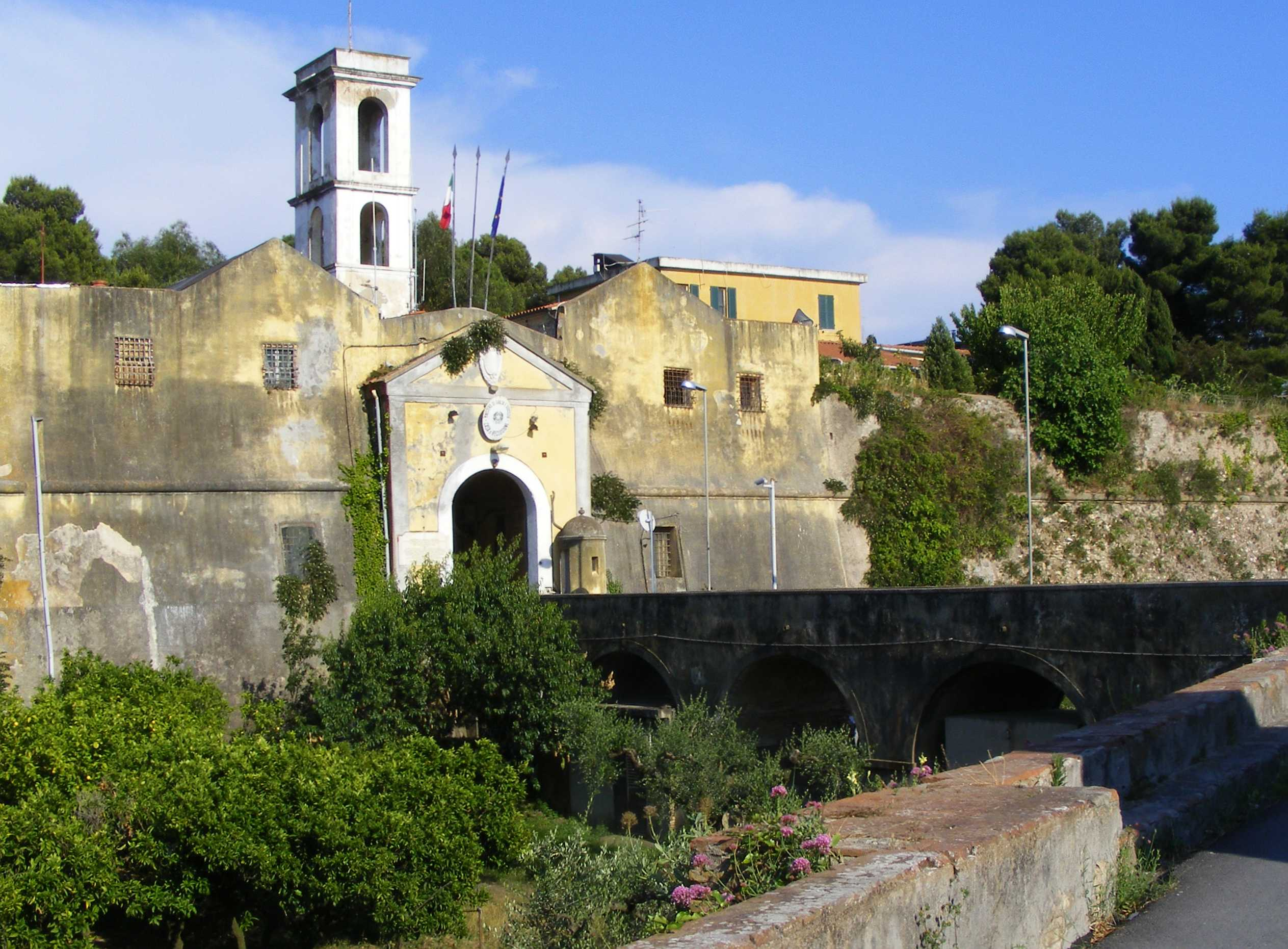
Entrée de la forteresse.
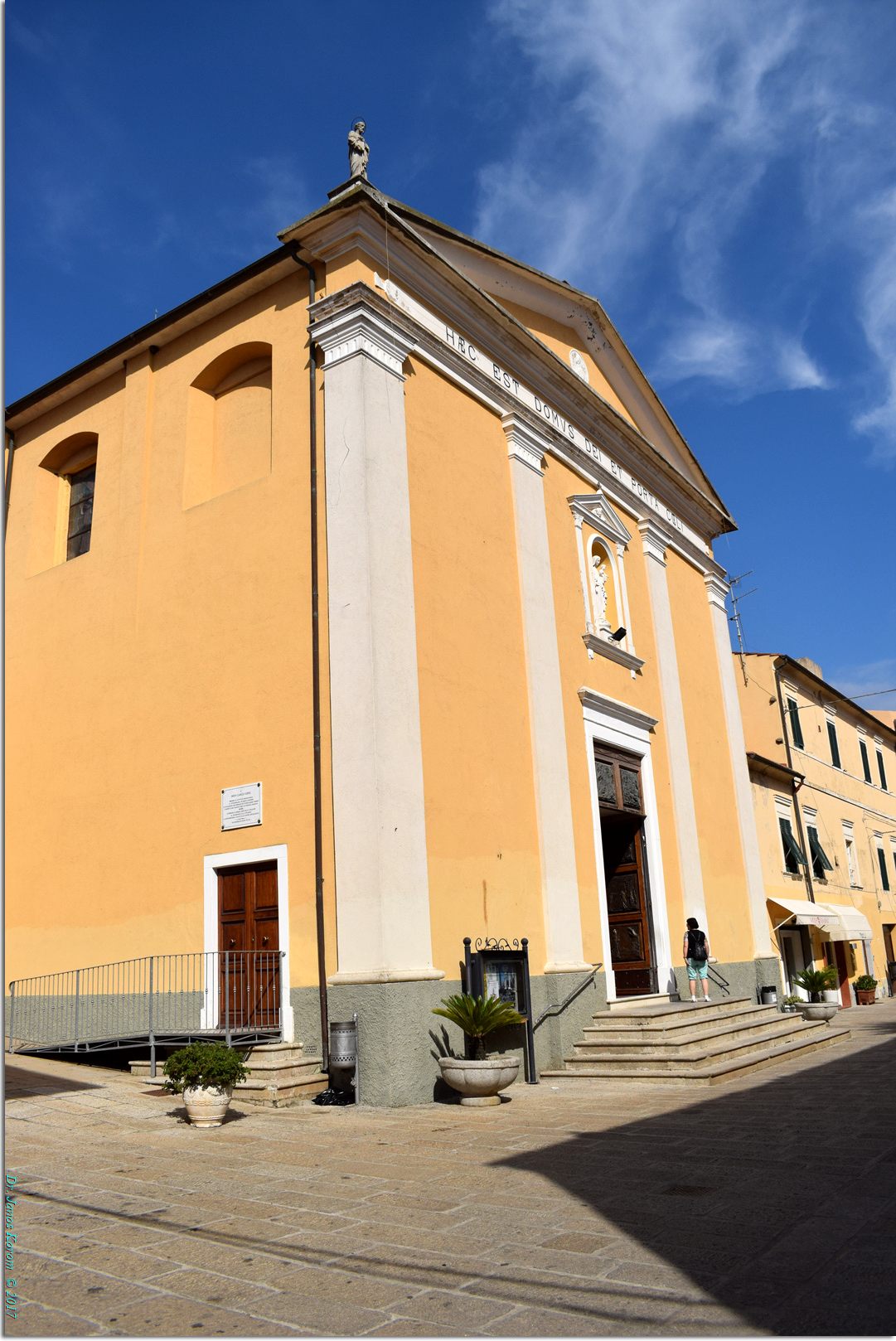
L'église San Giacomo Maggiore.